# Leucospermum

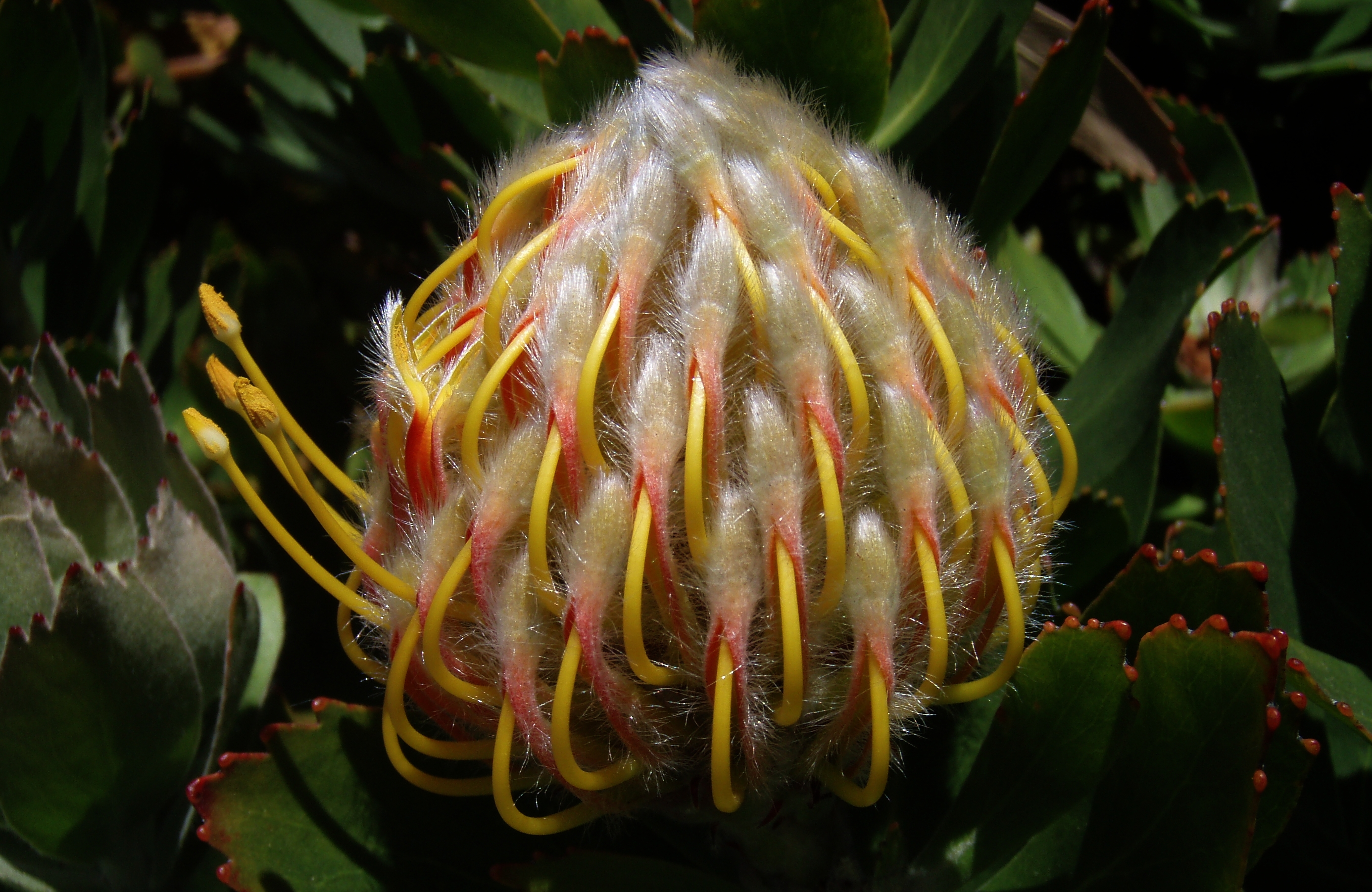
Nodding Pincushion, Leucospermum 'Veldfire' flower bud

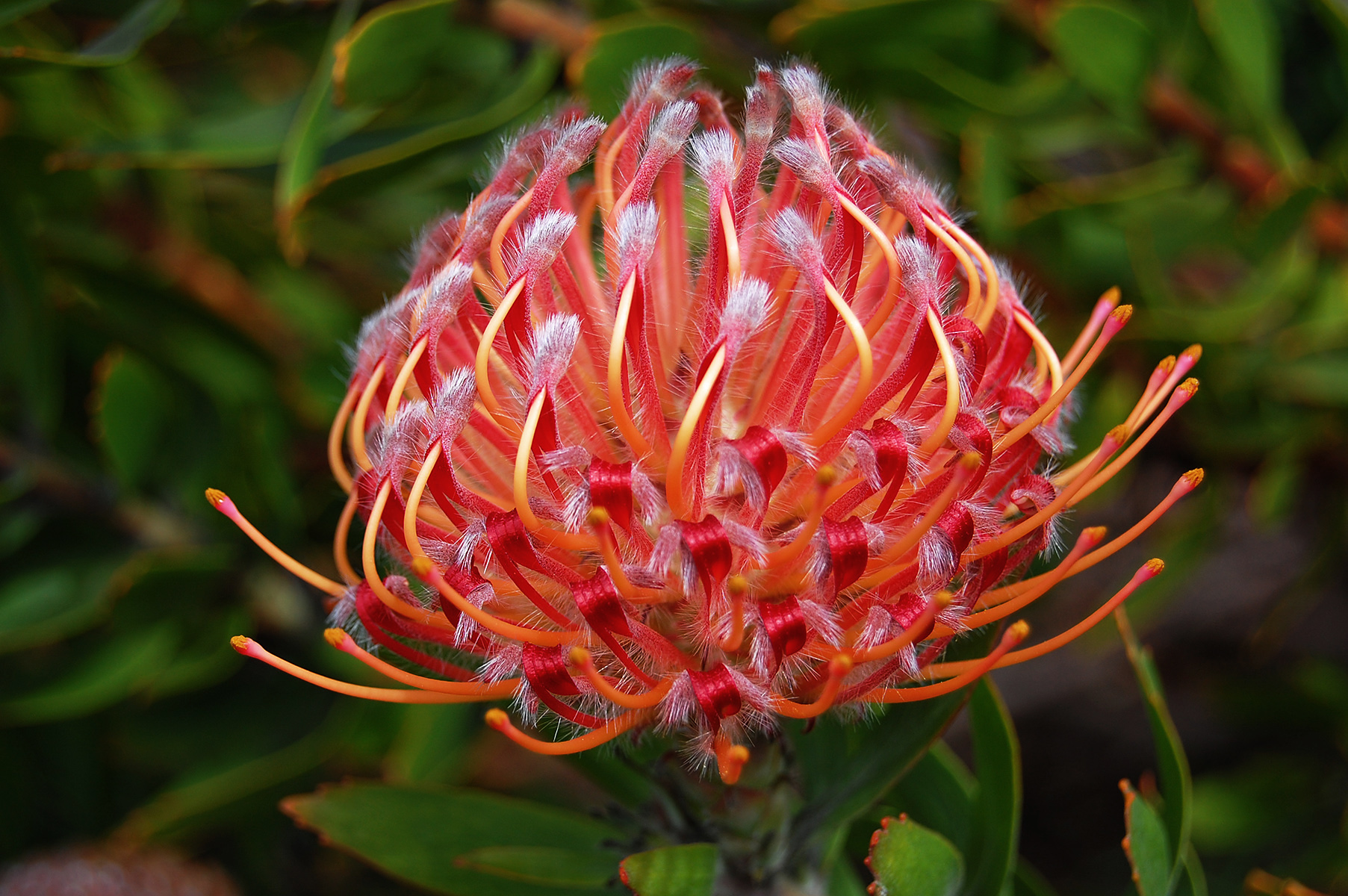
Leucospermum glabrum x L. tottum Scarlet Ribbon'

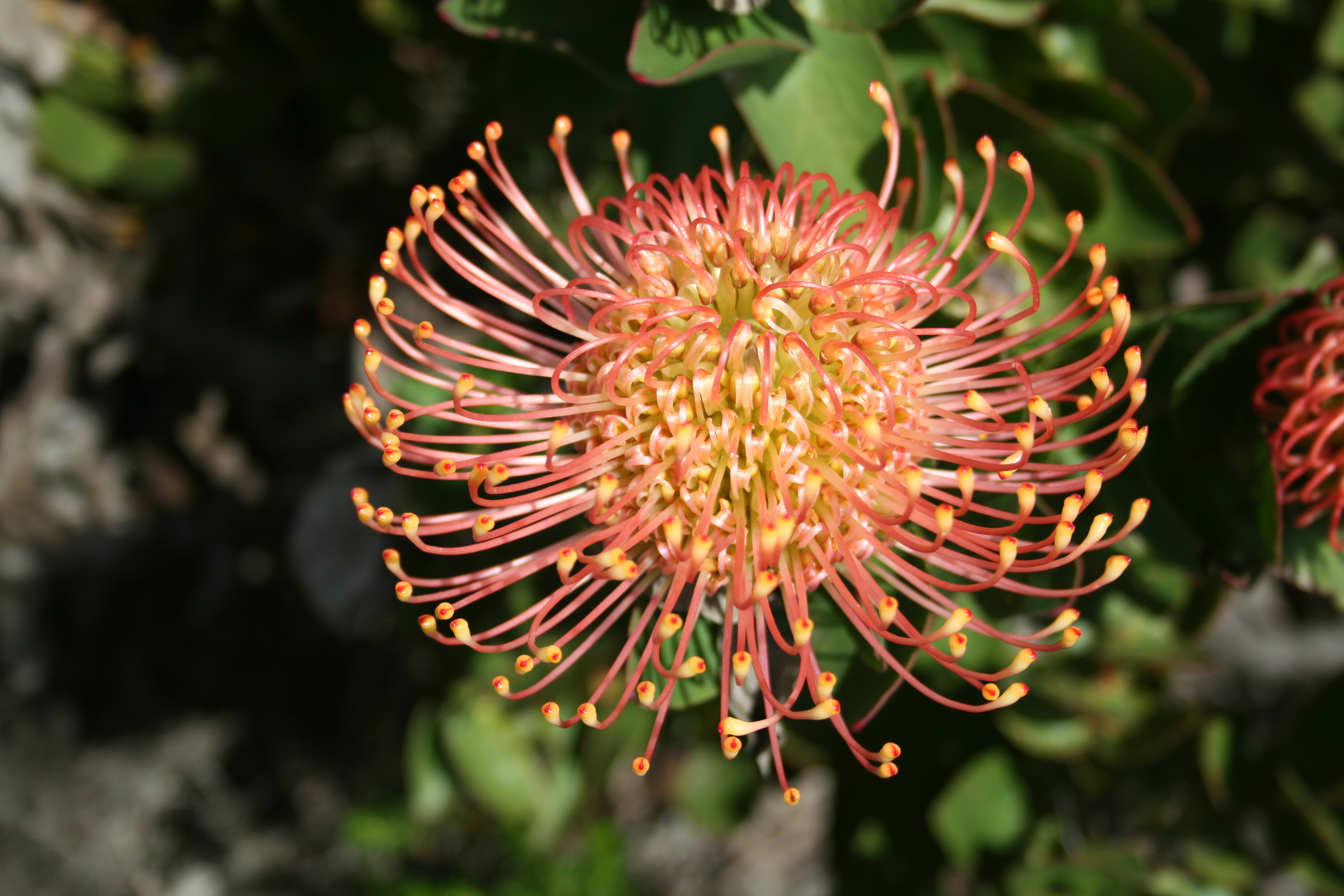
Leucospermum cordifolium (Helderberg Nature Reserve, Sudáfrica)

Leucospermum es un género con unas 50 especies de plantas perteneciente a la familia Proteaceae, originario de Zimbabue y Sudáfrica, donde ocupa diferentes hábitats, incluyendo matorrales, bosques y laderas de montañas.

## Descripción
Son arbustos perennifolios (raramente pequeños árboles) que alcanzan un tamaño de 0.5-5 m de altura. Las hojas se disponen en espiral, y son coriáceas, simples, lineares a lanceoladas, de 2-12 cm de longitud y 0.5-3 cm de ancho, con márgenes serados. Las flores se producen en densas inflorescencias, que tienen una gran cantidad de estilos.
El género está estrechamente relacionado en evolución y apariencia con el género australiano Banksia.

## Taxonomía
Leucospermum fue descrito por Robert Brown y publicado en Transactions of the Linnean Society of London 10: 95. 1810. La especie tipo es: Leucospermum hypophyllum R. Br.

## Especies
- Leucospermum album Bond
- Leucospermum arenarium
- Leucospermum attenuatum R.Br.
- Leucospermum bolusii E.Phillips
- Leucospermum calligerum
- Leucospermum catherinae Compton
- Leucospermum conocarpodendron (L.) H.St.John
- Leucospermum conocarpum R.Br.
- Leucospermum cordatum – Heart-
- Leucospermum cordifolium (Salisb. ex Knight) Fourc.
- Leucospermum cuneiforme (Burm.) Rourke
- Leucospermum erubescens
- Leucospermum formosum
- Leucospermum gerrardii
- Leucospermum glabrum
- Leucospermum gracile
- Leucospermum grandiflorum R.Br.
- Leucospermum gueinzii
- Leucospermum harmatum
- Leucospermum harpagonatum
- Leucospermum heterophyllum
- Leucospermum hypophyllocarpodendron (L.) Druce
- Leucospermum innovans
- Leucospermum lineare R.Br.
- Leucospermum muirii
- Leucospermum mundii
- Leucospermum oleifolium
- Leucospermum parile
- Leucospermum patersonii
- Leucospermum pendunculatum
- Leucospermum pluridens
- Leucospermum praecox
- Leucospermum praemorsum
- Leucospermum profugum
- Leucospermum prostratum
- Leucospermum reflexum H.Buek ex Meisn.
- Leucospermum rodolentum
- Leucospermum royenifolium
- Leucospermum saxatile
- Leucospermum saxosum
- Leucospermum secundifolium
- Leucospermum spathulatum
- Leucospermum tomentosus
- Leucospermum tottum R.Br.
- Leucospermum truncatulum
- Leucospermum truncatum H.Buek ex Meisn.
- Leucospermum utriculosum
- Leucospermum vestitum (Lam.) Rourke
- Leucospermum winterii
- Leucospermum wittebergense